# Porricondyla srinagarensis
Porricondyla srinagarensis är en tvåvingeart som beskrevs av Kashyap 1993. Porricondyla srinagarensis ingår i släktet Porricondyla och familjen gallmyggor. Inga underarter finns listade i Catalogue of Life.